# Amata jankowskyi
Amata jankowskyi là một loài bướm đêm thuộc phân họ Arctiinae, họ Erebidae.